# Водопад Јеловарник
Јеловарник је трећи по висини водопад у Србији са висином од 71 метра и чине га три каскаде. Налази се на Копаонику у области Јеловарник, по којој је и добио име, у оквиру националног парка, на надморској висини од око 1.116 метара, 25 km западно од Бруса и на око 2,5 km источно од Панчићевог врха. Открила га је екипа геолога 1998. године, а дотле је за њега знало само локално становништво. Смештен је у густој шуми букве, смрче и планинског јавора. Проглашен је за природни резерват, заједно са околном флором и фауном, на површини око од 57 хектара.